# ARRIBA (Software)
ARRIBA ist eine speziell für das Bauwesen entwickelte Software für Microsoft Windows der RIB Software. Sie wird während der Planung von Bauprojekten von Architekten und Planern der Privatwirtschaft und der öffentlichen Hand und während der Ausführung von den beauftragten Bauunternehmen eingesetzt.

## Versionen

### ARRIBA planen
ARRIBA planen ist eine Software für Ausschreibung, Vergabe und Abrechnung (AVA), Kostenmanagement und Projektsteuerung, die überwiegend von Architekten und Planern in der Bauplanungsphase genutzt wird. Die Software deckt den gesamten Planungsprozess in allen Leistungsphasen nach der Honorarordnung für Architekten und Ingenieure (HOAI) ab.

### ARRIBA bauen
ARRIBA bauen ist eine Software für ausführende Bauunternehmen, die die Prozesse Kalkulation, Kostenmanagement und Projekt-Controlling verbindet.

## Geschichte
Ende der sechziger Jahre startete das Unternehmen die Entwicklung eines ersten AVA-Systems: Das Batch-System IDEAL, konzipiert für Großrechneranlagen. Im Jahr 1970 begann der Gemeinsame Ausschuss Elektronik im Bauwesen (GAEB) die Arbeit am Standardleistungsbuch, dessen Bearbeitung mit IDEAL möglich war.
Das ab 1975 entwickelte Dialogsystem IDEALOG zur Verarbeitung des Standardleistungsbuches wurde gleichzeitig mit den damals bekannten, dialogfähigen Betriebssystemen für Großrechneranlagen, BS2000 und Time-Sharing Option (TSO), entwickelt.
In den 1980er Jahren verbreitete sich das Betriebssystem MS-DOS, für das die dritte Generation der Software, IDEALOG, entwickelt wurde.
Als Windows Anfang der 1990er Jahre begann, das Betriebssystem MS-DOS abzulösen, startete auch RIB mit der Entwicklung von ARRIBA. Einer MultiUser-fähigen Softwarelösung mit objektorientiertem Programmdesign und einer objektorientierten Datenbank. 1992 erarbeitete der Arbeitskreis für Bauauftragsrechnung (BAR-Arbeitskreis), der sich aus den Unternehmen Strabag, Bilfinger Berger, Züblin, Heilmann & Littmann, Dyckerhoff & Widmann, Walter Bau sowie Heidelberg Cement zusammensetzte, die Anforderungen an eine neue Software, die in die Entwicklung von ARRIBA eingeflossen sind.
Trotz der langen Geschichte des Programms gilt die Benutzeroberfläche immer noch nicht als benutzerfreundlich, intuitiv und einfach.

## Integration mit Fremdsystemen / Schnittstellen
- CAD-Systeme
- ERP-Systeme
- GAEB-XML-Schnittstelle
- Datanorm-Kataloge